# Morzsányi Károly

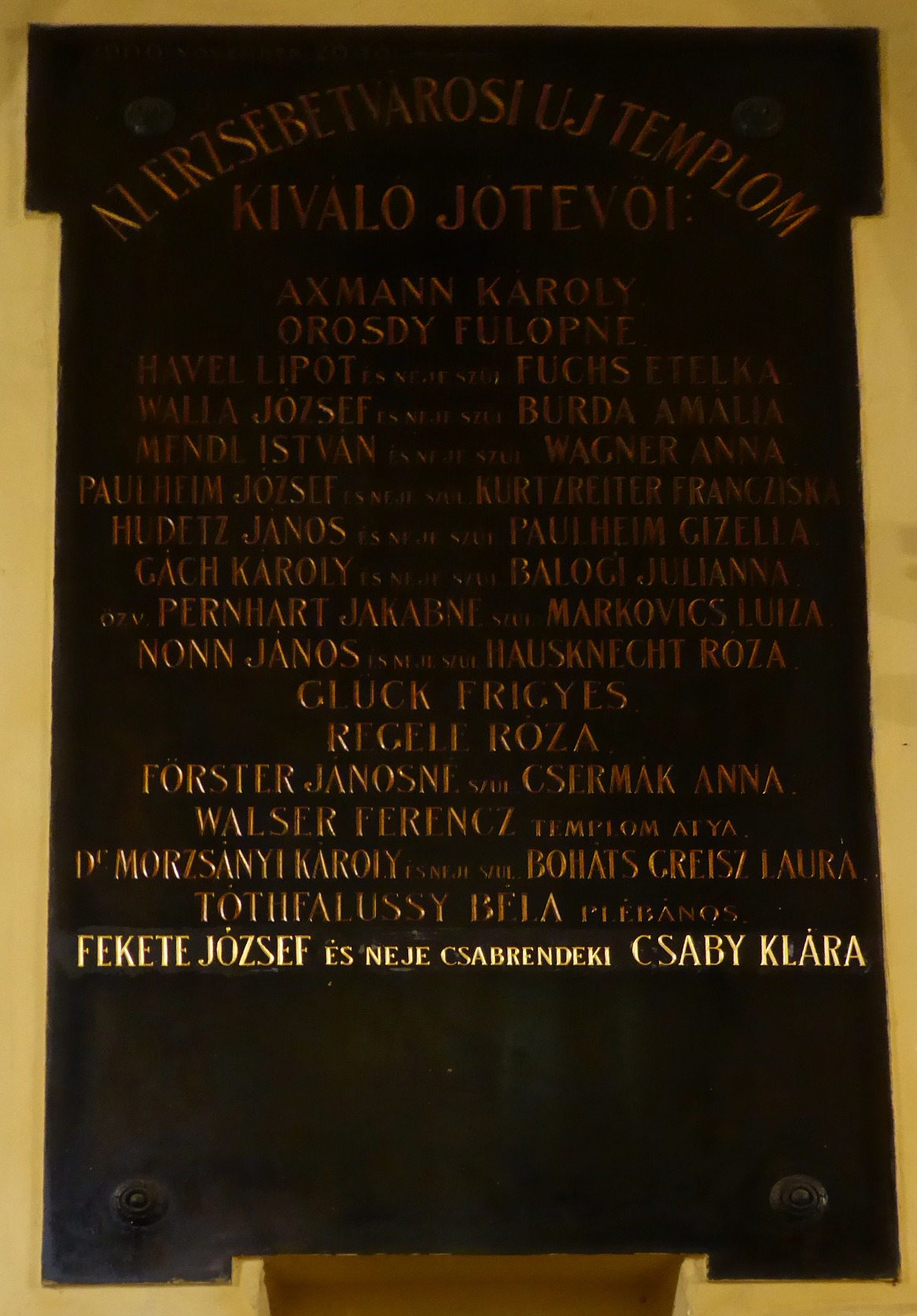
Emléktábla a Budapest VII. kerületi Árpád-házi Szent Erzsébet római katolikus templomban. Morzsányi Károlyt és feleségét a templom kiváló jótevői között említi.

Morzsányi Károly, 1867-ig Brezlicska (Pest, 1847. január 12. – Budapest, 1913. február 27.) köz- és váltóügyvéd, bankelnök, városi képviselő, országgyűlési képviselő, irodalompártoló.

## Életútja
1859-ben belépett a kegyesrendiek pesti gimnáziumába, ahol érettségi vizsgát tett, majd a pesti egyetemen jogot hallgatott. 1873-ban megkapta a jogi doktori oklevelet és 1874-ben nyerte el ügyvédi oklevelét. 1876-ban a Budapest VII. kerületi választók bizalmából fővárosi törvényhatósági bizottsági tag lett, mely minőségében az igazoló választmány elnöke, a közigazgatósági bizottság, a kijelölő választmány, a népszínházi és 45-ös bizottság tagja és a magyar iskola-egyesület VII. kerületi választmányának elnöke volt. Ezenkívül elnöke a VII. kerületi erzsébetvárosi körnek és a VII. kerületi közjótékonysági egyesületnek. 1892-ben egyhangúlag Budapest VII. kerületében országgyűlési képviselővé választották meg. Az 1893. március 4-én Budapesten tartott országos liberális nagygyűlésnek, amelyen az ország különböző részeiből több mint százezer ember jelent meg, egyik vezérszónoka volt és mint ilyen az egyházpolitikai javaslatok érdekében nagyhatású beszédet intézett az egybegyűltekhez. A költségelőirányzatok, a kerületi elöljáróságról szóló törvény és az egyházpolitikai javaslatok tárgyalása alkalmával többször szólalt fel úgy a képviselőházban, mint a szabadelvűpárti körben és egyáltalában lelkes és hű támogatója volt ezen egész idő alatt minden szabadelvű eszmének. 1892-től képviselte a főváros VII. kerületét szabadelvű programmal, kivéve azon időközt, amikor a millenniumi kiállításbérlet képviselőházi szóvátétele kapcsán az ellenzék által hevesen megtámadtatván, mandátumáról lemondott; ekkor Csernátony Lajost választották helyébe. Csernátonynak 1901-ben történt halála után a kerület bizalmából újra a házba került 1908-ig. Az ellenzéki irodalmi köröknek (Tolnai Lajos, Zilahiak stb.) pártfogója volt. Több jogi témájú cikket is publikált. Elhunyt 1917. február 27-én, délelőtt 1/2 12 órakor, életének 66., házasságának 27. évében. Örök nyugalomra helyezték 1913. március 1-jén a Kerepesi úti temetőben. Felesége Greiss Laura volt.